# ويليام آدمز
ويليام آدمز (William Adams؛ 24 سبتمبر 1564، في غيلينغام، كنت، إنجلترا - 16 مايو 1620، في هيرادو، كيوشو، اليابان)، عرف أيضاً بلقب ميورا أنجين (باليابانية: 三浦按針) كان بحاراً إنجليزياً سافر إلى اليابان، ويعتقد بأنه كان أول بريطاني يصل إلى تلك البلاد. رواية جيمز كلافل «الشوغون» (1975) كانت تروي قصة شخصية «جون بلاكثورن» المشابهة كثيراً لويليام آدمز.
بعد قدومه لليابان، أصبح ويليام آدمز مستشاراً للشوغون توكوغاوا إيئه-ياسو، وصنع له أول سفينة على أسلوب السفن الغربية في اليابان. كان له دور بارز في ترسيخ تجارة هولندا وإنجلترا. كما كان له دور آخر في تجارة سفن شوينسن (باليابانية: 朱印船) في آسيا. توفي في اليابان في سن السادسة والخمسين. وقد تم طرد أبنائه جوزيف وسوزانا إلى باتافيا واختفوا من السجلات التاريخية في ذلك الوقت.

## سيرة
ولد ويليام آدمز في غيلينغام، كنت، إنجلترا في 24 سبتمبر 1564. بعد أن رحل أبيه وهو في سن الثانية عشر، عمل لدى صانع السفن ماستر نيكولاس ديغينز في لايمهاوس. أمضى السنين الاثنتي عشر التالية في تعلم صناعة السفن والفلك والإبحار.
بعد أن عمل لصالح البحرية الملكية تحت إمرة السير فرانسيز دريك، عين آدمز رباناً لشركة باربيري مرشانتس (بالإنجليزية: Barbary Merchants). في خلال تلك الفترة ذهب في رحلة استكشافية إلى القطب الشمالي لمدة عامين بحثاً عن ممر شمال شرقي على ساحل سيبيريا نحو الشرق الأقصى.
في عام 1598، ذهب آدمز في سن الثالثة والأربعين إلى هولندا واختير كربان رئيسي لرحلة مكونة من خمس سفن ذاهبة للشرق الأقصى.
رحل من روتردام في يونيو على متن «دي هوب» (De Hoop) وانضم للسفن الأربع الأخرى في 24 يونيو. خلال الترحال الذي قادهم إلى الساحل الغربي لأفريقيا مروراً بالساحل الشرقي لأمريكا الجنوبية من خلال مضيق ماجلان إلى ساحل تشيلي، تبعثرت السفن وفقد بعضها. انتقل آدمز إلى سفية «دي لييفدي» (De Liefde) وانتظر بقية السفن في جزيرة سانتا ماريا، ولم تصل سوى سفينة «دي هوب». في أواخر نوفمبر 1599 سافرت السفينتان إلى اليابان، ولكن في فبراير 1600 واجهت سفينة «دي هوب» إعصاراً.
وصلت سفينة «دي لييفدي» إلى «بونغو» (حالياً، أوسوكي، محافظة أويتا) في 19 أبريل 1600 وكان لم يبق على متن السفينة سوى 24 شخصاً.
استحسن الشوغون توكوغاوا إيئه-ياسو آدمز وجعله دبلوماسياً موقراً ومستشاراً تجارياً، ومنحه عدة امتيازات أخرى. في عام 1604 أمر توكوغاوا إيئه-ياسو آدمز بأن يصنع له سفينة بأسلوب غربي في إيتو على الساحل الشرقي لشبه جزيرة إيزو. تم صناعة سفينة بوزن 80 طناً، وأمر الشوغون بصناعة سفينة أكبر بوزن 120 طناً في العام التالي.
كانت مكافئات توكوغاوا إيئه-ياسو لخدمة وولاء آدمز له كبيرة، وكان من بينها منزل ضخم في طوكيو، بالإضافة إلى سيفين. سمي بعد ذلك بلقب «الساموراي ميورا أنجين». منح أيضاً إقطاعية في «همي» (يوكوسوكا)، وراتب جيد، كما سمح له بالزواج بـ «أويوكي»، ابنة ماغومي كاغيو، وهو ساموراي نبيل من قلعة إدو (تقع الآن في طوكيو). كان آدمز متزوجاً أصلاً ولديه أبناء في إنجلترا، ولكن توكوغاوا إيئه-ياسو منعه من مغادرة اليابان.
استقر آدمز وأويوكي في همي وأنجبا طفلين (جوزف وسوزانا). لم يتسطع آدمز التوقف عن الإبحار فجعله الفراغ ينظم رحلة استكشافية بحثاً عن الممر القطبي الشمالي الذي لم يجده مسبقاً. في عام 1613 أصبح مشغولاً بالتجارة لمساعدة شركة الهند الشرقية البريطانية فأعد موقعاً تجارياً قرب ناغاساكي. بالاتفاق مع الشركة الإنجليزية، أبحر آدمز إلى أوكيناوا وتايلاند والهند الصينية.
توفي آدمز في هيرادو، شمال ناغاساكي، في 16 مايو 1620، عن عمر ناهز 56 عاماً.

## وصلات خارجية
- ويليام آدمز على موقع الموسوعة البريطانية (الإنجليزية)

- Williams Adams- Blue Eyed Samurai, Meeting Anjin
- "Learning from Shogun. Japanese history and Western fantasy"
- William Adams and Early English enterprise in Japan
- William Adams – The First Englishman In Japan, full text online, Internet Archive